# 박소정 (1973년)
박소정(1973 )은 대한민국의 배우이다.

## 연기 활동

### 드라마
- 2010년 SBS 《산부인과》 ... HIV인 임산부 역
- 2011년~2012년 MBC 《애정만만세》 ... 의사 역
- 2014년 tvN 《연애 말고 결혼》 ... 남현희의 어머니 역
- 2014년 MBC 일일 특별기획 《압구정 백야》 ... 간호사 역
- 2015년 KBS2 TV소설 《그래도 푸르른 날에》 ... 강이순 역
- 2016년 KBS2 TV소설 《저 하늘에 태양이》
- 2017년 KBS2 일일연속극 《이름 없는 여자》... 김순미 역
- 2019년 KBS2 일일드라마 《왼손잡이 아내》 ... 김영숙 역
- 2020년 KBS1 일일드라마 《기막힌 유산》 ... 고향숙 역
- MBC  화려한 유혹, 아버님 제가 모실게요, 최고의 연인, 구암 허준, 마의, 화정, 형영당 일기, 빛나는 로맨스, 황금 무지개, 천사의 선택, 즐거운 나의집,
- 오로라 공주, 사랑했나봐,  사생결단 로맨스.. 등등
- SBS  미녀의 탄생,  별에서 온 그대,  열애,  그래 그런거야,   사랑이 오네요,   못난이 주의보,  장옥정 사랑에 살다,  다시 만난 세계,  대박,   스타일,  옥이 이모,  내 사위의 여자,  푸른 바다의 전설,  펜트하우스2.. 등등
- KBS  산넘어 남촌에는2,  삼생이 , 일말의 순정, 지성이면 감천,  사랑은 노래를 타고, 별난 며느리, 닥치고 패밀리,  우리집 꿀단지,   예쁜남자,  가족을 지켜라,  황금빛 내인생,  고양이는 있다,  천상여자,  드라마 스페셜( 아비), (빨간 선생님), 등등...

### 연극
보잉보잉 
쥐덫

### 케이블
연애말고 결혼,   가족의 비밀,  명뷸허전,  청담동 살아요,  감자별,  터널,  크리미널 마인드,  귀부인,   
OTT 드라마 
왓챠 , 사극 춘정지란 (최진사댁 마님)

### 영화
- 2015년 《헬머니》 ... 심사위원 2 역
- 2017년 《채비》 ... 학부모 2 역
- 2020년 《도굴》 ... 중년 여자 1 역
- 연애의 맛..  사모님1
- 포춘다이어리..  김상궁
- 아비의 강.. 북한, 여경찰 1연극